# Upplands runinskrifter 1179
Upplands runinskrifter 1179, U 1179, är ett runstensfragment av röd sandsten, som påträffades 1916 i en åker vid byn Svingbolsta, Östervåla församling. Fragmentet flyttades 1921 till en hage på prästgårdens ägor. Någon gång på 1940-talet överlämnades stenen till Västmanlands fornminnesförenings museum.
Skriften anses vara en så kallad nonsensinskrift utan språklig betydelse. Runliknande tecknen på fragmentet har samma karaktär som på runsten U 1178 vid Östervåla kyrka, och runsten U 1180 vid Åby by.
Fragmentet fanns 1990 på Västmanlands länsmuseum i Västerås (v.n:r 2393).